# サン・ピエーロ・ア・シエーヴェ
サン・ピエーロ・ア・シエーヴェ（イタリア語: San Piero a Sieve）は、イタリア共和国トスカーナ州フィレンツェ県スカルペリーア・エ・サン・ピエロにある地区。
かつては基礎自治体（コムーネ）であった（2012年のコムーネ人口は約4300人）。2014年1月、北に隣接するスカルペリーアと合併し、新自治体スカルペリーア・エ・サン・ピエロが発足した。

## 地理

### 位置・広がり

#### 隣接コムーネ
隣接するコムーネは以下の通り。
- バルベリーノ・ディ・ムジェッロ
- ボルゴ・サン・ロレンツォ
- カレンツァーノ
- スカルペリーア
- ヴァーリア